# ميغيل فوينتيس (مجدف)
ميغيل فوينتيس (بالإسبانية: Miguel Fuentes)‏ هو مجدف مكسيكي، ولد في 23 سبتمبر 1947 في مدينة مكسيكو في المكسيك.

## وصلات خارجية
- ميغيل فوينتيس على موقع الاتحاد الدولي للتجديف (الإنجليزية)
- ميغيل فوينتيس على موقع أوليمبيديا (الإنجليزية)